# Boleslav IV. Kadeřavý
Boleslav IV. Kadeřavý (polsky Bolesław IV Kędzierzawy; ok. r. 1125–1173) byl polský senior, mazovský a krakovský kníže z rodu Piastovců.

## Vláda

### Mazovským knížetem
Boleslavovi bylo v době smrti jeho otce Boleslava asi 13 let. Díky Boleslavově testamentu dostal jako dědictví Mazovsko. V době jeho nezletilosti za něj vládla matka Salomena z Bergu a jakýsi Wszebor, kteří se obávali nevlastního Boleslavova bratra Vladislava.

### Konflikt s bratrem Vladislavem
Spory s Vladislavem začaly otevřeně roku 1141, kdy Vladislavova nevlastní matka Salomena bez jeho souhlasu, začala rozdávat své knížectví mezi své syny. Vyvdala svoji dceru Anežku za Vsevolda II. Kyjevského. Podobně Vladislav zařídil sňatek svého syna Boleslava I. Vysokého s dcerou Vsevolda Zvinislavy.
Po smrti Salomeny z Bergu roku 1144 se knížectví mělo připojit k údělu Vladislava. Místo toho však knížectví připadlo Boleslavovi. Vladislav proto ještě toho samého roku zaútočil na své bratry. Požádal o pomoc kyjevské spojence. Na jejich pomoc však nejprve nepočkal, a proto bitvu nečekaně prohrál. Teprve až po příchodu kyjevských vojsk se Vladislavovi podařilo Boleslava a Měška porazit a Łęczycké knížectví získat.
Roku 1146 znovu zaútočil Vladislav na své bratry. Boleslav musel utéct ke svému bratrovi do Velkopolska. V Polsku však vypuklo povstání a Vladislav byl nucen knížectví opustit. Knížetem se stal Boleslav.

### Konflikt s Konrádem III.
Vyhnanému Vladislavovi nezbývalo nic jiného než žádat o pomoc u římskoněmeckého krále Konráda III. Vojenská výprava však skončila neúspěchem a vojsko nepřekročilo hraniční řeku Odru. Aby upevnil vztahy se Štaufy a spojenci Vladislava, provdal Boleslav svoji sestru Juditu za Otu, budoucího braniborského markraběte a syna Albrechta Medvěda. Spojili se i s wettinským markrabětem Konrádem. Boleslav a Měšek také podporovali Němce proti Luticům.

### Konflikt s Fridrichem I. Barbarossou
Situace se výrazně změnila v roce 1157, kdy se nový císař Fridrich I. Barbarossa rozhodl pro nové tažení proti Polsku. Vojsko bylo tentokrát oproti výpravě z roku 1146 mnohem silnější a císař byl přesvědčen, že vnutí své podmínky. Boleslav se rozhodl vypálit pevnosti Hlohov a Bytom, které bránily hranice s Říší, a rozhodl se nebránit ani okolí řeky Odry. Císařská armáda bez problému prošla Slezsko a brzy obléhala Poznaň. V této situaci se Boleslav prohlásil vazalem Říše. Toto rozhodnutí prohlásil na slavnostním ceremoniálu 30. srpna 1157. Kromě toho musel Boleslav zaplatit Barbarossovi tribut a svého nejmladšího bratra Kazimíra, byl nucen dát jako rukojmího.

### Návrat synů Vladislava do Slezska
V roce 1162 se synové Vladislava Vyhnance, tedy Boleslav I. Vysoký a Měšek I. Křivonohý mohli vrátit do Slezska. Přesto se však moc Boleslava Kadeřavého nezmenšila. Nejdůležitější hrady (Vratislav, Hlohov, Ratiboř, Opolí a Lehnice) zůstaly pod jeho mocí.

### Výprava proti Prusům
Boleslav se rozhodl pro odvážný plán na dobytí Pruska. Jedním z důvodů bylo to, že Prusové neustále útočili na Mazovsko. Výprava však skončila velmi brzy v roce 1166. V jedné z bitev také zemřel Boleslavův bratr Jindřich Sandoměřský.

### Vzpoura Kazimíra II.
Po smrti Jindřicha Boleslav připojil Sandoměřsko ke svému knížectví. To se nelíbilo jeho nejmladšímu bratrovi Kazimírovi, který byl poslední ze synů Boleslava Křivoústého a byl bez knížectví. Na jeho straně stál bratr Měšek a několik významných šlechticů. Bez souhlasu seniora byl zvolen knížetem sandoměřským. Boleslav byl donucen rozdělit Sandoměřsko na tři části. Sandoměř a okolí získal Boleslav, Wiślicu Kazimír II. Spravedlivý a zbytek připadl Měškovi.
V témže roce se Boleslav I. Vysoký a Měšek I. Křivonohý chtěli vymanit z vlivu polského seniora. Výprava Boleslava IV. skončila katastrofou a Boleslav se musel smířit s vládou svých synovců ve Slezsku.
V roce 1172 vypukla další vzpoura Kazimíra a části šlechty proti Boleslavovi, kvůli jeho diktátorské vládě. Boleslav byl nucen uznat dědictví Sandoměřska Kazimírovi.

## Vývod z předků
|                       |                         |  |  |                       |  |  |  |  |  |  |  | Měšek II. Lambert |
|                       |                         |  |  |                       |  |  |  |  |  |  |  |                   |
|                       | Kazimír I. Obnovitel    |  |  |                       |  |  |  |  |  |  |  |                   |
|                       |                         |  |  |                       |  |  |  |  |  |  |  |                   |
|                       |                         |  |  | Richenza Lotrinská    |  |  |  |  |  |  |  |                   |
|                       |                         |  |  |                       |  |  |  |  |  |  |  |                   |
|                       | Vladislav I. Herman     |  |  |                       |  |  |  |  |  |  |  |                   |
|                       |                         |  |  |                       |  |  |  |  |  |  |  |                   |
|                       |                         |  |  | Vladimír I. Kyjevský  |  |  |  |  |  |  |  |                   |
|                       |                         |  |  |                       |  |  |  |  |  |  |  |                   |
|                       | Dobroněga Kyjevská      |  |  |                       |  |  |  |  |  |  |  |                   |
|                       |                         |  |  |                       |  |  |  |  |  |  |  |                   |
|                       |                         |  |  | Anna Porfyrogennéta   |  |  |  |  |  |  |  |                   |
|                       |                         |  |  |                       |  |  |  |  |  |  |  |                   |
|                       | Boleslav III. Křivoústý |  |  |                       |  |  |  |  |  |  |  |                   |
|                       |                         |  |  |                       |  |  |  |  |  |  |  |                   |
|                       |                         |  |  | Břetislav I. Český    |  |  |  |  |  |  |  |                   |
|                       |                         |  |  |                       |  |  |  |  |  |  |  |                   |
|                       | Vratislav II. Český     |  |  |                       |  |  |  |  |  |  |  |                   |
|                       |                         |  |  |                       |  |  |  |  |  |  |  |                   |
|                       |                         |  |  | Jitka ze Schweinfurtu |  |  |  |  |  |  |  |                   |
|                       |                         |  |  |                       |  |  |  |  |  |  |  |                   |
|                       | Judita Přemyslovna      |  |  |                       |  |  |  |  |  |  |  |                   |
|                       |                         |  |  |                       |  |  |  |  |  |  |  |                   |
|                       |                         |  |  | Ondřej I.             |  |  |  |  |  |  |  |                   |
|                       |                         |  |  |                       |  |  |  |  |  |  |  |                   |
|                       | Adléta Uherská          |  |  |                       |  |  |  |  |  |  |  |                   |
|                       |                         |  |  |                       |  |  |  |  |  |  |  |                   |
|                       |                         |  |  | Anastázie Rurikovna   |  |  |  |  |  |  |  |                   |
|                       |                         |  |  |                       |  |  |  |  |  |  |  |                   |
| Boleslav IV. Kadeřavý |                         |  |  |                       |  |  |  |  |  |  |  |                   |
|                       |                         |  |  |                       |  |  |  |  |  |  |  |                   |
|                       |                         |  |  |                       |  |  |  |  |  |  |  |                   |
|                       |                         |  |  |                       |  |  |  |  |  |  |  |                   |
|                       | Poppon z Bergu          |  |  |                       |  |  |  |  |  |  |  |                   |
|                       |                         |  |  |                       |  |  |  |  |  |  |  |                   |
|                       |                         |  |  |                       |  |  |  |  |  |  |  |                   |
|                       |                         |  |  |                       |  |  |  |  |  |  |  |                   |
|                       | Jindřich z Bergu        |  |  |                       |  |  |  |  |  |  |  |                   |
|                       |                         |  |  |                       |  |  |  |  |  |  |  |                   |
|                       |                         |  |  |                       |  |  |  |  |  |  |  |                   |
|                       |                         |  |  |                       |  |  |  |  |  |  |  |                   |
|                       | Sophie                  |  |  |                       |  |  |  |  |  |  |  |                   |
|                       |                         |  |  |                       |  |  |  |  |  |  |  |                   |
|                       |                         |  |  |                       |  |  |  |  |  |  |  |                   |
|                       |                         |  |  |                       |  |  |  |  |  |  |  |                   |
|                       | Salomena z Bergu        |  |  |                       |  |  |  |  |  |  |  |                   |
|                       |                         |  |  |                       |  |  |  |  |  |  |  |                   |
|                       |                         |  |  | Děpold z Traungau     |  |  |  |  |  |  |  |                   |
|                       |                         |  |  |                       |  |  |  |  |  |  |  |                   |
|                       | Děpold II. z Vohnburgu  |  |  |                       |  |  |  |  |  |  |  |                   |
|                       |                         |  |  |                       |  |  |  |  |  |  |  |                   |
|                       |                         |  |  | Marie ze Schweinfurtu |  |  |  |  |  |  |  |                   |
|                       |                         |  |  |                       |  |  |  |  |  |  |  |                   |
|                       | Adelheida z Mochentalu  |  |  |                       |  |  |  |  |  |  |  |                   |
|                       |                         |  |  |                       |  |  |  |  |  |  |  |                   |
|                       |                         |  |  | Berthold z Zähringenu |  |  |  |  |  |  |  |                   |
|                       |                         |  |  |                       |  |  |  |  |  |  |  |                   |
|                       | Liutgarda z Zähringenu  |  |  |                       |  |  |  |  |  |  |  |                   |
|                       |                         |  |  |                       |  |  |  |  |  |  |  |                   |
|                       |                         |  |  | Richenza              |  |  |  |  |  |  |  |                   |
|                       |                         |  |  |                       |  |  |  |  |  |  |  |                   |